# Reprezentacja Holandii w piłce nożnej mężczyzn/Lata 1988–1992

## Lata 1988-1992. Powroty Rinusa Michelsa

### 1988 rok – zwycięstwo w mistrzostwach Europy
| 12.06.1988 | ZSRR     | P | 0–1 | Kolonia       | -                              |
| 15.06.1988 | Anglia   | Z | 3–1 | Düsseldorf    | Marco van Basten x3            |
| 18.06.1988 | Irlandia | Z | 1–0 | Gelsenkirchen | Wim Kieft                      |
| 21.06.1988 | Niemcy   | Z | 2–1 | Hamburg       | Ronald Koeman Marco van Basten |
| 25.06.1988 | ZSRR     | Z | 2–0 | Monachium     | Ruud Gullit Marco van Basten   |

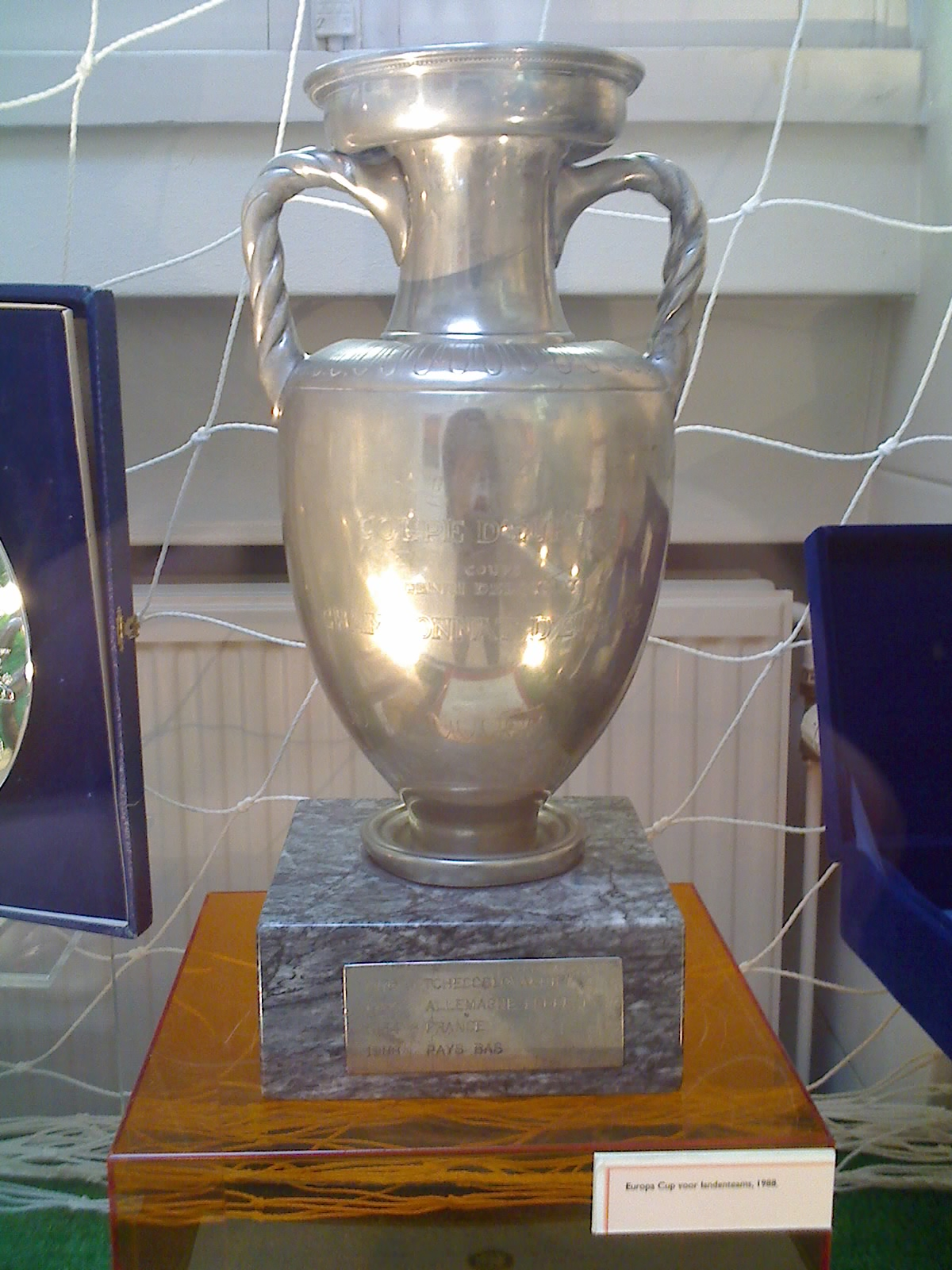
Puchar Henri Delaunaya, przyznawany zwycięzcom ME

Po porażkach w eliminacjach do Mundialu 1982 i Euro 1984 trenerem drużyny narodowej w listopadzie 1984 roku został ponownie Rinus Michels. Z powodu choroby serca musiał przekazać na osiem miesięcy (styczeń 1985 - marzec 1986) obowiązki selekcjonera swojemu asystentowi Leo Beenhakkerowi, który w tym czasie przegrał baraże do Mundialu 1986. Po powrocie do pracy Michels poprowadził Holendrów do zwycięstwa w grupie kwalifikacyjnej do Euro 1988 (wyprzedzili m.in. Grecję i Polskę), dzięki czemu Pomarańczowi po ośmioletniej przerwie wrócili do rywalizacji o najważniejsze europejskie trofeum.
W drużynie grało zupełnie nowe pokolenie zawodników; w kadrze na Euro 1988 nie było żadnego piłkarza, który przed dziesięcioma laty zdobył wicemistrzostwo świata, jedynie senior zespołu Arnold Mühren (37 lat) był w 1978 roku brany pod uwagę przez Ernsta Happela przy ustalaniu mundialowej "22", ale na mistrzostwa ostatecznie nie pojechał. O sile obecnej reprezentacji decydowali piłkarze urodzeni na początku lat 60., grający głównie w rodzimych klubach. Miesiąc przed rozpoczęciem turnieju dwie drużyny z Holandii wystąpiły w finałach dwóch rozgrywek o europejskie puchary. PSV Eindhoven po rzutach karnych ostatecznie zdobyło Puchar Mistrzów, zaś AFC Ajax przegrał z belgijskim KV Mechelen w meczu o Puchar Zdobywców Pucharów. Do RFN pojechało łącznie dziesięciu zawodników z obu zespołów: Jan Wouters, Aron Winter, Arnold Mühren, John van 't Schip i John Bosman z Ajaksu oraz Hans van Breukelen, Ronald Koeman, Berry van Aerle, Gerald Vanenburg i Wim Kieft z PSV. Niemal wszyscy grali na mistrzostwach w wyjściowej jedenastce. Natomiast wśród graczy, którzy - z różnych przyczyn - nie znaleźli się w kadrze na turniej, byli Hans Gillhaus i Frans van Rooy (za małe umiejętności) oraz kontuzjowani Ronald Spelbos i Sonny Silooy.
Holendrzy w 1987 roku nie przegrali ani jednego spotkania, pierwszą porażkę ponieśli w maju 1988 w towarzyskiej potyczce z Bułgarią (1:2). Mimo iż przed turniejem nie wymieniano ich w gronie głównych faworytów do zdobycia tytułu mistrza Starego Kontynentu, to powrót uznanego i utytułowanego szkoleniowca oraz forma piłkarzy, już wówczas należących do europejskiej czołówki, sprawiły, że wielu komentatorów widziało w Pomarańczowych "czarnego konia" mistrzostw.
Podopieczni Michelsa rozpoczęli turniej od przegranej 0:1 ze Związkiem Radzieckim, mimo że przez cały mecz to oni mieli przewagę. Piłkarze Walerego Łobanowskiego oddali tylko jeden strzał na bramkę van Breukelena. Przed drugim spotkaniem z Anglią Michels dokonał dwóch zmian w podstawowej jedenastce – nieskutecznego napastnika Johna Bosmana (23, Ajax) zastąpił Marco van Basten, a w linii pomocy za Johna van't Schipa (25, Ajax) zagrał Erwin Koeman. I właśnie van Basten trzykrotnie pokonał angielskiego bramkarza Petera Shiltona, dla którego był to setny mecz w kadrze, i ostatecznie Holendrzy wygrali 3:1. Na koniec rozgrywek grupowych ograli 1:0 Irlandię, a decydującą bramkę strzelił na osiem minut przed końcem rezerwowy Wim Kieft (26, PSV). W półfinale czekali na nich gospodarze, Niemcy. Mecz ten miał być rewanżem za finał Mundialu 1974; wówczas na ławce trenerskiej Holandii zasiadał Michels, a obecny selekcjoner Niemców Franz Beckenbauer był kapitanem swojej drużyny. Podopieczni Beckenbauera długo prowadzili 1:0, ale w kilka minut dali sobie strzelił dwa gole i podobnie jak czternaście lat temu spotkanie zakończyło się wynikiem 2:1, lecz tym razem dla Pomarańczowych. Mecz finałowy ze Związkiem Radzieckim zapamiętany został głównie z powodu efektownej bramki van Bastena i skutecznej interwencji van Breukelena, który w '70 minucie obronił rzut karny, wykonywany przez Igora Biełanowa. Holandia wygrała 2:0 i był to pierwszy i jak na razie jedyny zwycięski finał Pomarańczowych. 
| "Głównym źródłem sukcesu Holendrów jest ich pogodniejsze, jeśli nie wręcz radośniejsze, spojrzenie na futbol."—Komentarz Piłki Nożnej po meczu z RFN |

Holendrzy - wedle prasowych komentarzy - grali na mistrzostwach szybko i ofensywnie, tak, że ich występy zyskały miano "Pomarańczowej rapsodii". Michels wybierał najczęściej grę czterema obrońcami, chociaż boczni Berry van Aerle (26, PSV) oraz Adri van Tiggelen (31, RSC Anderlecht) aktywnie uczestniczyli w akcjach ofensywnych, często rozpoczynali je lub po prostu tworzyli pozycje dla klasycznych skrzydłowych, czasem z nimi te zadania wymieniali. Van Tiggelen w meczu finałowym zainicjował rajd, który przyniósł Holandii drugą bramkę, pieczętującą zwycięstwo. Jeszcze bardziej aktywni w ataku byli dwaj środkowi obrońcy, którzy przejęli funkcję libero – Frank Rijkaard (26, Real Saragossa), który powrócił do kadry po półrocznej przerwie spowodowanej komplikacjami przy transferze z Ajaksu, i Ronald Koeman (25, PSV). Ich zadaniem była asekuracja partnerów oraz podejmowanie i kończenie strzałami na bramkę rywala (szczególnie Koeman) własnych działań ofensywnych. Michels tym samym nawiązał do swojej koncepcji "futbolu totalnego", która nie zakładała ścisłego przywiązania piłkarza do pozycji na boisku.
Do tradycji występów Holandii z 1974 nawiązywała także gra bramkarza. Hans van Breukelen (32, PSV) inicjował ataki długimi podaniami, i tak jak jego poprzednicy w holenderskiej bramce Jan Jongbloed i Piet Schrijvers, w czasie akcji destrukcyjnych grał daleko od swojej bramki. Podobnie jak i oni wyróżniał się masywną budową ciała i doświadczeniem. W spotkaniu finałowym obronił rzut karny.
Liderem drugiej linii był kapitan i najbardziej wszechstronny piłkarz w ekipie Pomarańczowych Ruud Gullit (26, AC Milan) – pełnił obowiązki napastnika, pomocnika oraz w sytuacjach wyjątkowych obrońcy. Często zamieniał się pozycjami z filigranowym prawoskrzydłowym Geraldem Vanenburgiem (24, PSV). Po lewej stronie grał 37-letni Arnold Mühren (Ajax), dla którego był to debiut w wielkiej piłkarskiej imprezie. Zdaniem obserwatorów wyróżniał się spokojem i rozwagą, ale wielu spotkań nie wytrzymywał kondycyjnie i wówczas jego obowiązki na lewym skrzydle przejmował Erwin Koeman (27, KV Mechelen), starszy brat Ronalda, który po pierwszym meczu zastąpił van't Schipa. Za rozdzielanie piłek na środku boiska odpowiedzialny był, oprócz Gullita, defensywny pomocnik Jan Wouters (28, PSV), który, właściwie jako jedyny w zespole, ograniczał się wyłącznie do zadań obronnych.
Drugim po Gullicie bohaterem turnieju był napastnik Marco van Basten (24) z AC Milanu; to właśnie jemu przypadła korona króla strzelców (pięć goli) oraz nagroda dla najlepszego gracza mistrzostw. W pierwszym meczu ze Związkiem Radzieckim był rezerwowym, ale już w kolejnym wyszedł w pierwszej jedenastce i strzelił trzy gole Anglikom. Zdobywał decydujące bramki w półfinale z Niemcami oraz w spotkaniu finałowym. W koncepcji Michelsa obowiązkiem van Bastena było zdobywanie bramek i wyłączony był z jakichkolwiek działań defensywnych. Na zakończenie 1988 roku zawodnik Milanu otrzymał Złotą Piłkę dla najlepszego piłkarza grającego w Europie.
Po turnieju zgodnie z wcześniejszą zapowiedzią do dymisji podał się Michels. Wraz z nim z reprezentacji odszedł Arnold Mühren, który wkrótce zakończył sportową karierę. Nowym selekcjonerem został Thijs Libregts, były szkoleniowiec PSV Eindhoven i Feyenoordu.

### 1990 rok – 1/8 finału mistrzostw świata
| 12.06.1990 | Egipt    | R | 1–1 | Palermo  | Wim Kieft     |
| 16.06.1990 | Anglia   | R | 0–0 | Cagliari | -             |
| 21.06.1990 | Irlandia | R | 1–1 | Palermo  | Ruud Gullit   |
| 24.06.1990 | Niemcy   | P | 1–2 | Mediolan | Ronald Koeman |

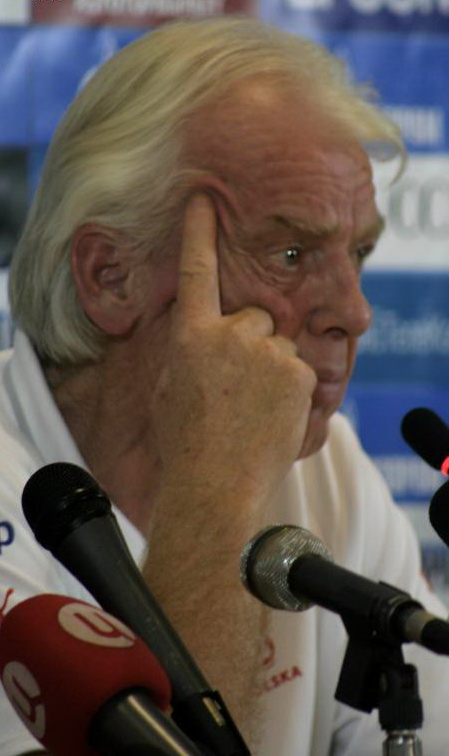
Leo Beenhakker, selekcjoner Holendrów w czasie Mundialu 1990

Holendrzy pod wodzą nowego selekcjonera, Thijsa Libregtsa, zakończyli eliminacje do Mundialu 1990 na pierwszym miejscu w grupie, wyprzedzając RFN, Finlandię oraz Walię. Po ostatnim spotkaniu kwalifikacyjnym, wygranym 3:0 z Finami, odezwały się głosy niezadowolonych zawodników, którzy zaczęli krytykować metody szkoleniowe Libregtsa. Na informacje, że trener kadry nie cieszy się sympatią czołowych graczy, musiał zareagować Holenderski Związek Piłki Nożnej. W styczniu 1990 roku szefowie KNVB zaproponowali wprowadzenie do reprezentacji "trenera-koordynatora" w osobie Rinusa Michelsa, ówczesnego dyrektora technicznego kadry, co zostało odebrane jako wotum nieufności wobec Libregtsa. W połowie marca grupa piłkarzy, której przewodził kapitan Ruud Gullit oficjalnie zażądała dymisji szkoleniowca, zarzucając mu brak kompetencji, forsowanie defensywnej taktyki i zachowawczego stylu gry; ponadto w tym czasie Libregts miał kłopoty ze zdrowiem, co uniemożliwiło mu prowadzenie zespołu w dwu pierwszych meczach towarzyskich i stało się kolejnym argumentem dla zwolnienia. Tymczasem konflikt Gullita z trenerem sięgał czasów ich wspólnej pracy w Feyenoordzie. Na jednym z treningów Libregts miał publicznie skierować rasistowską inwektywę pod adresem zawodnika. Jednak nie wszyscy piłkarze byli za odwołaniem selekcjonera (np. Adri van Tiggelen), co jeszcze bardziej pogłębiło podziały w drużynie. Ostatecznie 28 marca, na dwa i pół miesiąca przed mistrzostwami świata, władze związku wzięły stronę większości reprezentantów i zdymisjonowały Libregtsa. Wśród kandydatów na jego następcę pojawiły się nazwiska faworyzowanego przez piłkarzy Johana Cruijffa, szkoleniowca FC Barcelony, oraz Michelsa. Mówiło się także o Aadzie de Mosie, odnoszącym od kilku lat sukcesy w Belgii, który był w tym czasie trenerem Anderlechtu, finalisty Pucharu Zdobywców Pucharów. Jednak odpowiedzialny za wybór trenera kadry Michels powołał na to stanowisko swojego dawnego asystenta Leo Beenhakkera, który ostatnio pracował w Ajaksie Amsterdam. Beenhakker został selekcjonerem tymczasowym; podpisał kontrakt do końca mistrzostw.
Nowy selekcjoner zdążył rozegrać tylko dwa mecze sparingowe. W pierwszym Holendrzy przegrali 2:3 z Austrią, a w kolejnym ograli 2:0 Jugosławię. W dwudziestodwuosobowej kadrze, powołanej przez Beenhakkera na mundial, znalazło się czternastu piłkarzy, którzy dwa lata wcześniej zdobyli mistrzostwo Starego Kontynentu. Jednym z nieobecnych z Euro 1988 był John Bosman, który nie pojechał do Włoch z powodu niezaleczonej kontuzji. Mimo ostatnich zawirowań wokół zmiany szkoleniowca i konfliktów wewnątrz drużyny, Pomarańczowi pozostawali, oprócz Włoch, Brazylii i RFN, głównym faworytem do zdobycia Pucharu Świata. Ponadto Holendrzy mieli w swoim składzie Marco van Bastena, który w 1989 roku drugi raz z rzędu został wybrany przez "France Football" na najlepszego piłkarza Europy, oraz jednego z wcześniejszych zdobywców tej nagrody Ruuda Gullita, który powrócił do kadry dopiero kilka tygodni przed inauguracyjnym meczem turnieju, po jedenastomiesięcznej absencji spowodowanej urazem kolana.
Beenhakker na każde spotkanie grupowe wybierał inne rozwiązanie taktyczne. Przeciw Egipcjanom (1:1) Holendrzy zagrali w ustawieniu 4-2-2-1-1, z czterema obrońcami (van Aerle, R.Koeman, Rutjes, van Tiggelen), dwoma defensywnymi pomocnikami (Rijkaard, Wouters), dwoma skrzydłowymi (Vanenburg, E.Koeman), jednym ofensywnym (Gullit) i jednym napastnikiem (van Basten). Wszyscy, poza Rutjesem, grali w pierwszej jedenastce na Euro 1988. Nowością było przesunięcie Rijkaarda, który dotychczas występował na środku obrony, do drugiej linii, zresztą selekcjoner szybko wycofał się z tego pomysłu i już w kolejnych spotkaniach zawodnik AC Milan powrócił na swoją dawną pozycję. Dwaj skrzydłowi – Vanenburg i Erwin Koeman – zostali w drugiej połowie meczu zmienieni przez Wima Kiefta i Richarda Witschge, i, jak się okazało, był to dla nich pierwszy i ostatni mecz na tych mistrzostwach. W pozostałych spotkaniach Beenhakker na prawym skrzydle wystawiał Johna van't Schipa, a na lewym grał Witschge. Jednak wszystkie te zmiany personalne i taktyczne nie przyniosły spodziewanego efektu i Holendrzy - zdecydowani faworyci tego meczu - jedynie zremisowali z Egiptem, który - wedle prasowych komentarzy - miał więcej okazji do strzelenia bramek. Po spotkaniu mistrzowie Europy zostali wygwizdani przez swoich kibiców.
W drugiej grze grupowej z Anglią Holendrzy wystąpili w ustawieniu 4-1-2-1-2. Oprócz przesunięcia Rijkaarda do defensywy i wymiany bocznych pomocników, selekcjoner zdecydował się na wprowadzenie drugiego napastnika. Partnerem van Bastena nie był jednak zdobywca bramki z meczu z Egiptem Wim Kieft, ale Hans Gillhaus z Aberdeen FC. Bardziej ofensywne rozwiązanie taktyczne okazało się nieskuteczne, bowiem Pomarańczowi nie byli w stanie pokonać grającego po raz sto dwudziesty w kadrze 40-letniego Petera Shiltona. Mecz zakończył się bezbramkowym remisem. Podopieczni Bobby'ego Robsona strzelili wprawdzie dwa gole, ale żaden z nich nie został uznany przez sędziego. Po meczu "The Sunday Post" napisał, że "Holandia to cień drużyny, która zdobyła mistrzostwo Europy", a "Corriere della Sera" podsumowała jej grę bardziej obrazowo: "tulipany przekwitły".
Jeszcze inną koncepcję zaprezentował Beenhakker w ostatnim meczu grupowym z Irlandią. Widząc, że van Basten jest w słabszej formie strzeleckiej, przesunął zawodnika Milanu do pomocy, w której ten zagrał wraz z Gillhausem. Linię ataku tworzyli za to Kieft i Gullit. Mimo obecności aż czterech nominalnych napastników, Holendrzy strzelili tylko jednego gola. Jednym trafieniem odpowiedzieli Irlandczycy (Niall Quinn zdobył bramkę po błędzie van Aerle'a, który nieprecyzyjnie podał piłkę do własnego bramkarza) i spotkanie zakończyło się remisem 1:1. Pomarańczowi zajęli trzecie miejsce i tylko dzięki korzystnym rozstrzygnięciom w pozostałych grupach, mimo braku zwycięstwa, zdołali awansować do drugiej rundy.
W 1/8 finału spotkali się z Niemcami, z którymi grali już w eliminacjach. Wówczas dwukrotnie z nimi zremisowali, najpierw 0:0, a później 1:1. Tym razem po golach Jürgena Klinsmanna i Andreasa Brehme oraz Ronalda Koemana z rzutu karnego, wykorzystanego na dwie minuty przed końcem, mecz zakończył się wygraną przyszłych mistrzów świata 2:1, a do niechlubnej historii mundialu przeszło zachowanie Rijkaarda, który za oplucie Rudiego Völlera otrzymał, podobnie zresztą jak i niemiecki napastnik, czerwoną kartkę. Beenhakker w tym spotkaniu powrócił do schematu z pojedynku z Anglią, z dwoma napastnikami. Tym razem obok van Bastena wystąpił 23-letni Aron Winter, dla którego był to debiut na międzynarodowej imprezie. Piłkarz Ajaksu Amsterdam znalazł się w kadrze na Euro 1988, ale nie zagrał tam ani minuty. Mimo porażki mistrzów Europy i dwu czerwonych kartek obserwatorzy podkreślali, że to "najładniejszy mecz mistrzostw" i spotkanie "na miarę finału imprezy".
Po powrocie do kraju na zawodników oraz działaczy spadła fala krytyki. Zarzucano im niepotrzebną zmianę selekcjonera, mnożenie konfliktów, arogancję i brak zaangażowania w grę oraz złe przygotowanie do mundialu. Osobna krytyka dotknęła Beenhakkera, o którym Cruyff powiedział, że "jest jak nadęty balon z infantylną taktyką". Sam Beenhakker, jeszcze w czasie turnieju, skarżył się dziennikarzom, że jego graczy bardziej interesuje plaża niż boisko. Z kolei niektórzy piłkarze otwarcie narzekali na pracowników związku. Najwięcej pretensji obserwatorzy mieli do obrońców, szczególnie van Aerle'a, którego błąd kosztował stratę punktów w spotkaniu z Irlandią, oraz van Tiggelena, nie potrafiącego w meczu 1/8 finału poradzić sobie z Klinsmannem. Podnoszono także kwestię niezaleczonej kontuzji Gullita oraz słabej dyspozycji van Bastena. Jednym z nielicznych, którego chwalono za grę na włoskim mundialu, był 34-letni bramkarz Hans van Breukelen (PSV Eindhoven).
Beenhakker miał podpisany kontrakt tylko do czasu zakończenia turnieju, więc szybko rozpoczęto poszukiwania jego następcy. Faworytem był Johan Cruijff. Szkoleniowiec FC Barcelony chciał zostać selekcjonerem już przed mundialem, ale wówczas Michels postawił na swojego dawnego współpracownika, co Cruyff potraktował jako afront. Po mistrzostwach stwierdził, że jest związany kontraktem z klubem ze stolicy Katalonii i mógłby zostać selekcjonerem tuż przed Euro 1992, jeśli innemu szkoleniowcowi udałoby się wywalczyć awans. Odpowiedzialny za znalezienie opiekuna drużyny narodowej dyrektor techniczny reprezentacji Rinus Michels odrzucił tę ofertę i po fiasku rózmów z innymi kandydatami (m.in. Franzem Beckenbauerem), to on został wyznaczony przez władze KNVB na stanowisko selekcjonera. Jego pierwszym sukcesem było namówienie Franka Rijkaarda, który ogłosił zakończenie reprezentacyjnej kariery, do powrotu do kadry. Michels swoją decyzję o ponownym podjęciu pracy selekcjonera uzasadniał tym, że "nie może spokojnie przypatrywać się, gdy nasz futbol ulega zagładzie".

### 1992 rok – III-IV miejsce w mistrzostwach Europy
| 12.06.1992 | Szkocja | Z | 1–0        | Göteborg | Dennis Bergkamp                             |
| 15.06.1992 | WNP     | R | 0–0        | Göteborg | -                                           |
| 18.06.1992 | Niemcy  | Z | 3–1        | Göteborg | Frank Rijkaard Rob Witschge Dennis Bergkamp |
| 22.06.1992 | Dania   | P | 2–2, k.4-5 | Göteborg | Dennis Bergkamp Frank Rijkaard              |

Rinus Michels swoją czwartą przygodę na stanowisku selekcjonera Pomarańczowych zaczął od dwóch porażek – w sparingowym spotkaniu z Włochami (0:1) i meczu eliminacyjnym do Euro 1992 z Portugalią (0:1). Aż do lutego 1992 roku (towarzyski mecz również z Portugalią) były to jedyne przegrane reprezentacji Holandii pod wodzą Michelsa. W roku 1991 drużyna w siedmiu meczach odniosła pięć zwycięstw i zanotowała dwa remisy, straciła jedynie dwa gole. Eliminacje do mistrzostw Europy, także dzięki słabszej postawie Portugalczyków w innych spotkaniach (porażka z Grecją i remis z Finlandią), zakończyła na pierwszym miejscu w grupie. W czasie trwania kwalifikacji i tuż po ich zakończeniu kilkukrotnie dochodziło do konfliktów na linii trener-zawodnicy. Przed ostatnim meczem z Grecją selekcjoner pokłócił się z Ruudem Gullitem, który w efekcie musiał oglądać zwycięstwo swoich kolegów z trybun. Na jakiś czas Michels odsunął także Ronalda Koemana za publiczne krytykowanie swoich decyzji, a Wim Kieft zrezygnował sam, niezadowolony z roli rezerwowego dla Marca van Bastena.
W kadrze na mistrzostwa Europy znalazło się dziewięciu piłkarzy występujących w podstawowej jedenastce w turnieju cztery lata wcześniej. Zabrakło jedynie Arnolda Mührena, który zakończył piłkarską karierę w 1989 roku, oraz kontuzjowanego Erwina Koemana, który w kwietniu zerwał więzadła kolanowe. Michels wciąż ufał mistrzom z 1988 roku, chociaż powoli i z dużymi oporami włączał do zespołu utalentowaną młodzież, głównie z Ajaxu Amsterdam, czyli klubu, który w sezonie 1991/1992 zdobył Puchar UEFA. Jej przedstawicielami na Euro 1992 byli 22-letni Frank de Boer, rok starszy Dennis Bergkamp oraz Bryan Roy (22) i Wim Jonk (26). Na mistrzostwa z powodu urazu nie pojechali Peter van Vossen (24) oraz 23-letni, ale mający już za sobą udział w Mundialu 1990, Richard Witschge. Na wolne miejsce został powołany jego starszy brat Rob. W pierwszej jedenastce z piłkarzy, którzy nie grali cztery lata wcześniej na niemieckich boiskach, znaleźli się jednak tylko Bergkamp, Rob Witschge, Roy i de Boer, który po dwu meczach zmienił Berry'ego van Aerle'a (30 lat).
Przed mistrzostwami przeważało przekonanie, że Euro 1992 to ostatni turniej, na którym zobaczyć będzie można razem triumfatorów sprzed czterech lat, a nawet, że szwedzka impreza stanowić będzie pożegnanie dla tria Ruud Gullit-Marco van Basten-Frank Rijkaard. Sam selekcjoner Michels wyrażał obawy, czy jego zespół nie jest zbyt zaawansowany wiekowo na powtórzenie osiągnięcia z 1988 roku (średnia wieku drużyny wynosiła 26 lat, ale w pierwszej jedenastce grało aż siedmiu graczy między 29 a 36 rokiem życia).
Na inaugurację turnieju Holendrzy spotkali się z debiutującą w mistrzostwach Europy Szkocją. Po golu Bergkampa z '76 minuty wygrali 1:0, ale - według prasowych komentarzy - rozczarowali, a ich aktywność w ataku ograniczała się jedynie do wrzutek na pole karne. Po bezbramkowym remisie ze Wspólnotą Niepodległych Państw, tymczasowym tworze powstałym po rozpadzie Związku Radzieckiego, o awansie z grupy zdecydować miała ostatnia konfrontacja, z Niemcami. W ostatnich czterech latach w spotkaniach o punkty Pomarańczowi grali z nimi już czterokrotnie: w półfinale Euro 1988 wygrali 2:1, w eliminacjach do Mundialu 1990 dwa razy zremisowali (0:0 i 1:1), a na samym mundialu ulegli 1:2. Tym razem po kwadransie, po bramkach Franka Rijkaarda i Witschgego, prowadzili 2:0. Trzeci gol padł po dośrodkowaniu wprowadzonego w drugiej połowie Arona Wintera, a dla jego strzelca Bergkampa było to już drugie trafienie w turnieju. Podopieczni Bertiego Vogtsa odpowiedzieli jedynie strzałem Klinsmanna i ostatecznie Holendrzy wygrali 3:1 i zajęli w grupie pierwsze miejsce.
Dzięki temu w półfinale nie spotkali się z gospodarzami Szwedami, ale Duńczykami, którzy o tym, że zagrają na Euro 1992 wskutek politycznych perturbacji dowiedzieli się miesiąc przed rozpoczęciem turnieju. Faworytami spotkania byli Holendrzy, którzy po spotkaniach grupowych określani byli jako główni pretendenci do zwycięstwa w mistrzostwach. Jednak po dziewięćdziesięciu minutach utrzymywał się remis 2:2, chociaż do '86 Pomarańczowi przegrywali 1:2. O tym, kto zagra w finale musiały zadecydować rzuty karne. Bezbłędnie wykonywali je Skandynawowie, a wśród Holendrów pomylił się Marco van Basten, którego strzał obronił Peter Schmeichel. Podopieczni Richarda Møllera Nielsena wygrali w konkursie jedenastek 5:4, a kilka dni później w najważniejszym meczu turnieju pokonali Niemców i po raz pierwszy w historii zdobyli tytuł mistrza Europy.
| "Nie mam wątpliwości, że na Euro 1992 byliśmy najlepszą drużyną. Jednak popełniliśmy kilka błędów. Najpoważniejszym, który mogę teraz ujawnić, były balangi po zwycięstwie nad Niemcami. Czuliśmy się już mistrzami Europy."—Marco van Basten. |

Wśród komentatorów nie było zgodności, co do przyczyn porażki Holendrów. Niektórzy podkreślali brak szczęścia w konkursie rzutów karnych, inni zaś wskazywali słabszą formę w ostatnim meczu liderów, Ruuda Gullita i Marca van Bastena. Obserwatorów szczególnie podzieliła ocena gry tego ostatniego: komentowano jego brak skuteczności (zaliczył tylko jedną asystę i strzelił jednego - nieuznanego - gola), tajemniczą niedyspozycję w spotkaniu z Danią oraz przemęczenie po ciężkim sezonie w AC Milanie, ale także zauważano, że zawodnik otrzymał od trenera zupełnie inne obowiązki: konstruowania i rozgrywania akcji, i z tych zadań wywiązał się co najmniej przyzwoicie. Bardziej zgodni w ocenie van Bastena byli dziennikarze "France Football", którzy na koniec roku przyznali mu - po raz trzeci - Złotą Piłkę dla najlepszego piłkarza 1992 roku. Generalnie jednak zwracano uwagę na to, że Holendrzy w półfinałowym meczu z Danią nie potrafili utrzymać wysokiej dyspozycji z gier grupowych i przegrali po własnych błędach lub w wyniku dekoncentracji. Przykładem gracza - oprócz van Bastena i Gullita - który zanotował wtedy spadek formy był 36-letni bramkarz Hans van Breukelen. W jednym meczu przepuścił więcej goli niż w całej fazie grupowej.

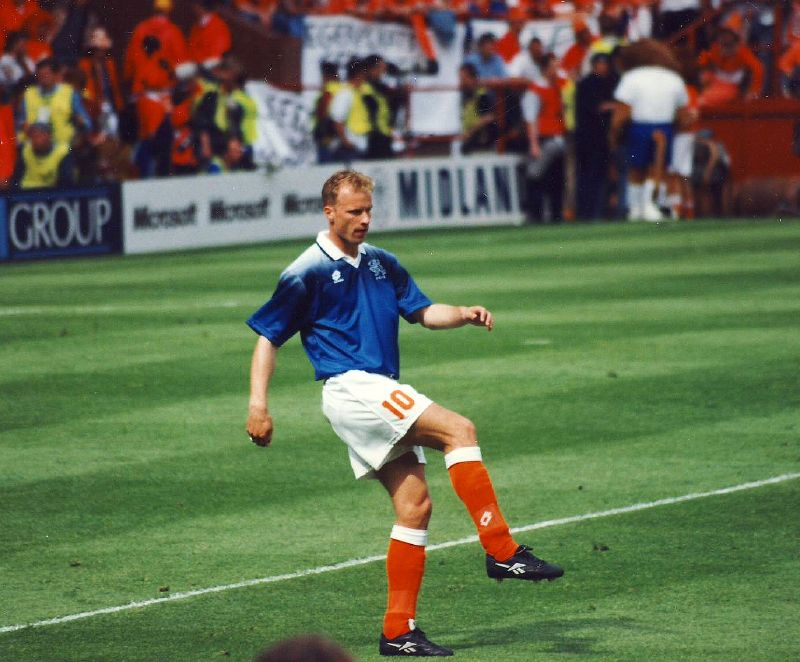
Euro 1992 było pierwszym turniejem Dennisa Bergkampa. Zawodnik strzelił trzy gole i został uznany za odkrycie ME.

Michels właściwie pozostał wierny schematowi taktycznemu, który zastosował w 1988 roku, kiedy Holendrzy zdobyli mistrzostwo Europy. Wprowadził jedynie drugiego napastnika, Gullita przesunął na prawą stronę, a Frankowi Rijkaardowi powierzył przede wszystkim zadania konstruowania akcji, chociaż - podobnie jak cztery lata wcześniej - zawodnik Milanu był aktywny we wszystkich trzech formacjach. Zaskoczeniem była wysoka dyspozycja debiutującego w wielkim turnieju Dennisa Bergkampa, który rozpoczynał grę na prawej pomocy, ale szybko przechodził na pozycję cofniętego napastnika i wymieniał się zadaniami z van Bastenem. 23-letni zawodnik Ajaksu Amsterdam, który w czterech meczach strzelił trzy gole, został uznany za jedno z największych odkryć turnieju. Wysokie noty zebrali także najstarszy z pola gracz mistrzostw, 35-letni Adri van Tiggelen, zdobywca dwu goli Frank Rijkaard oraz Ronald Koeman, którego bramka przyniósł kilka tygodni wcześniej zwycięstwo FC Barcelonie w Pucharze Mistrzów.
Po przegranym meczu z Danią Michels nie tylko zrezygnował ze stanowiska selekcjonera, ale całkowicie zakończył karierę szkoleniową. Wraz z nim z reprezentacją pożegnali się van Breukelen, van Tiggelen i na jakiś czas Gullit. Aby uniknąć zamieszania z wyborem trenera kadry powstałego przed Mundialem 1990 i po nim, decyzję w sprawie następcy Michelsa podjęto jeszcze przed turniejem. Faworytem zarówno opinii publicznej, jak i samych zawodników był Johan Cruijff, odnoszący w tym czasie sukcesy z FC Barceloną. Jednak na przeszkodzie stanął ważny do 1993 roku kontrakt z klubem z Katalonii; dlatego też szefowie KNVB chcieli zaproponować opiekę nad kadrą Anglikowi Bobby'emu Robsonowi. Przeciwko takiemu rozwiązaniu zaprotestował Michels, który forsował kandydaturę swojego asystenta, Dicka Advocaata. Ostatecznie zdecydowano się więc na rozwiązanie pośrednie: po Euro 1992 obowiązki trenera kadry przejął Advocaat, którego zadaniem miało być wygranie eliminacji do Mundialu 1994, ale przed amerykańskim turniejem stanowisko selekcjonera miał objąć Cruijff. Michels, który chciał, aby z Advocaatem podpisano długoletni kontrakt obejmujący prowadzenie drużyny także na mundialu, nigdy tego pomysłu nie zaakceptował.